# Ash Taylor
Ashton John Taylor (Bromborough, Inglaterra, 2 de septiembre de 1990) es un futbolista galés que juega de centrocampista en el F. C. Bruno's Magpies de la Liga Nacional de Gibraltar.

## Selección nacional
Ha sido internacional con la selección de fútbol sub-21 de Gales.

## Clubes
| Club                   | País       | Año       |
| ---------------------- | ---------- | --------- |
| Colwyn Bay F. C.       | Inglaterra | 2009      |
| Tranmere Rovers F. C.  | Inglaterra | 2009-2014 |
| Aberdeen F. C.         | Escocia    | 2014-2017 |
| Northampton Town F. C. | Inglaterra | 2017-2019 |
| Aberdeen F. C.         | Escocia    | 2019-2021 |
| Walsall F. C.          | Inglaterra | 2021-2022 |
| Kilmarnock F. C.       | Escocia    | 2022-2023 |
| Bradford City A. F. C. | Inglaterra | 2023-2024 |
| F. C. Bruno's Magpies  | Gibraltar  | 2024-     |

## Palmarés

### Títulos nacionales
| Título   | Club                  | País      | Año  |
| -------- | --------------------- | --------- | ---- |
| Rock Cup | F. C. Bruno's Magpies | Gibraltar | 2025 |